# Spondylolisthesis

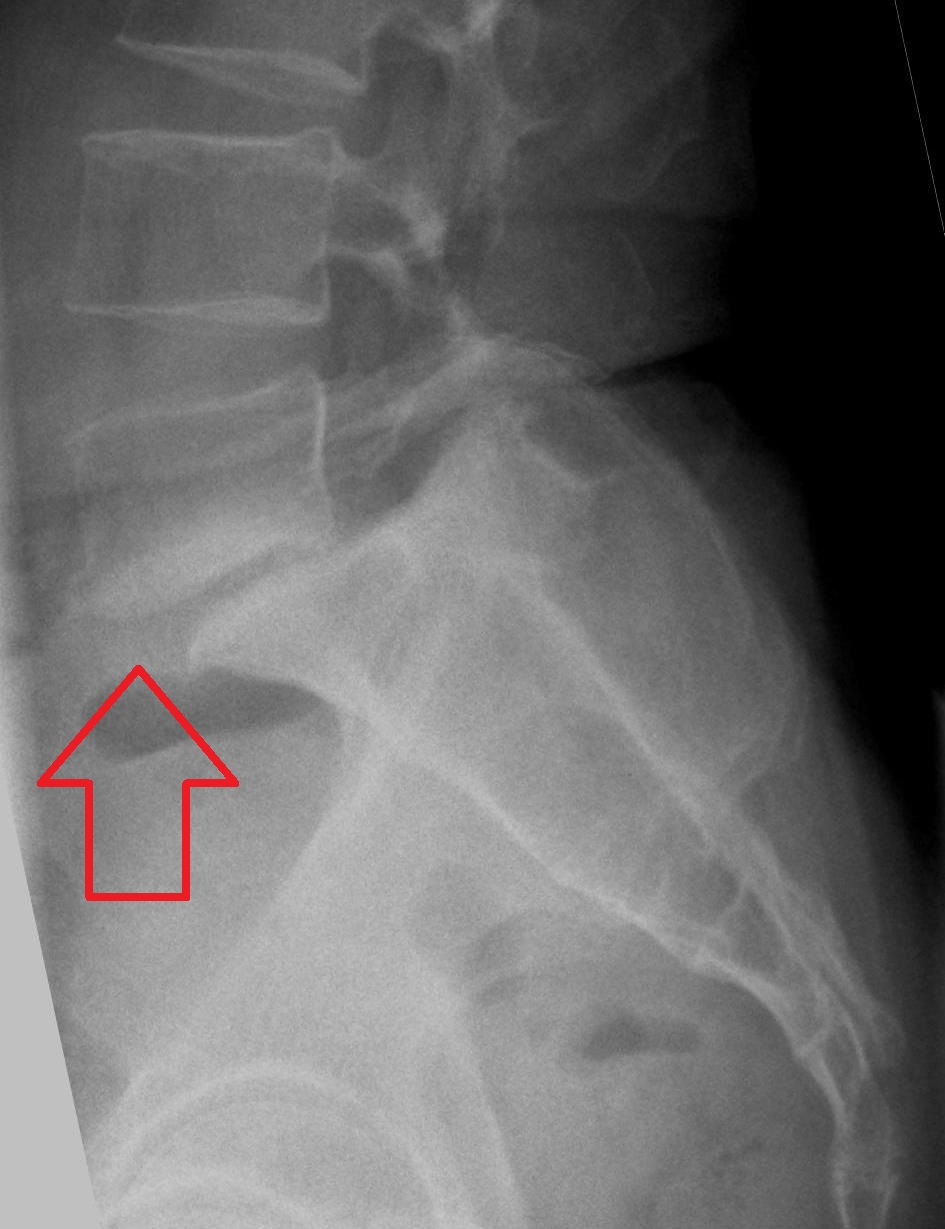
Zijdelingse röntgenfoto van de wervelkolom. Duidelijk is te zien dat de 5de (lumbale) lendenwervel naar voren is verschoven ten opzichte van het heiligbeen.

Spondylolisthesis is een rugaandoening waarbij de verbinding tussen twee wervels zodanig is verslapt of afwezig is dat de wervels zijn verschoven ten opzichte van elkaar, meestal op basis van een spondylolyse.
Patiënten hebben een overmatig holle rug (versterkte lordose) en lagerugklachten, meestal als het afglijden meer dan 25% is ten opzichte van de onderliggende wervel. Bij pijnklachten is het wenselijk om belastende activiteiten (zoals intensief sporten) te vermijden.
In zeldzame ernstige gevallen kan overwogen worden om de betreffende wervels operatief vast te zetten. (Spondylodese).
schedel · wervelkolom · borstkas · borstbeen · schoudergordel · arm · bekkengordel · been

bot · gewricht · botten van de mens